# Selphie Tilmitt
Selphie Tilmitt (セルフィ・ティルミット, Serufi Tirumitto) è un personaggio del videogioco per PlayStation Final Fantasy VIII, prodotto dalla Squaresoft (dal 2003 Square Enix).

## Storia
Selphie è il secondo personaggio che si incontra durante la storia di FF8. Ha 17 anni ed è una SeeD. All'inizio del gioco, Selphie si scontra con Squall in un corridoio del Garden di Balamb, l'accademia militare dove entrambi i giovani studiano. La ragazza è però cresciuta a Trabia, e si è trasferita a Balamb per sostenere l'esame pratico per diventare SeeD.

## Caratteristiche
La prima cosa di Selphie che salta all'occhio sono i suoi capelli dall'eccentrica acconciatura e i suoi grandi occhi verde smeraldo, così come il suo vestito giallo, divenuto famoso tra i fan della saga di Final Fantasy. Ma ciò che è ancor più evidente ed apprezzata è la sua caratterizzazione. Selphie è una ragazza vitale, spigliatissima, vivace, con il sorriso sempre sulle labbra, ma oltremodo seria nel suo operato, rispettosa ed educata con i suoi superiori. Nonostante appaia indifesa, Selphie è in realtà una combattente determinata e temibile. Sebbene a livello fisico sia inferiore a guerrieri come Squall e Zell, Selphie, la cui arma è il Nunchaku, conosce quattro tecniche magiche speciali che possono essere utilizzate quando la combattente è allo stremo delle forze. Selphie è l'unico personaggio oltre a Squall che ha la mira al 255%, l'unica differenza è che Squall ce l'ha sin dall'inizio del gioco mentre Selphie la guadagna con l'ultima arma.

## Tecniche speciali

### Slot
Usando questa tecnica ci viene data la possibilità di usare una magia a caso che sarà ripetuta per il numero indicato di volte (da una a cinque), per usarla bisogna selezionare "Usa subito", mentre selezionando "Ripeti" viene presentata un'altra magia a caso. Le magie utilizzate con questa tecnica non vengono prelevate dalla scorta di magie possedute da Selphie. Talvolta possono comparire anche delle magie che solo Selphie è in grado di usare:
- Megaene → Magia che permette l'immediato recupero degli HP e cura tutte le alterazioni di status dell'intero party. Molto utile in battaglia, specie nello scontro finale con Artemisia.
- Estasi → Magia grazie alla quale il nemico che si sta combattendo viene trasportato in aria. Determina l'immediata vittoria del party, ma non ha effetto contro i Boss e i nemici volanti.
- Mura → Magia che provoca status Shell e Protect su tutto il party, dimezzando i danni subiti, sia magici che fisici.
- The End → La tecnica più potente di Selphie. Determina la vittoria dei nostri in immediato, e ha effetto anche contro i Boss, tranne i mostri non-morti. Se questa tecnica viene usata contro Artemisia, essa cambierà forma se è nella prima, nella seconda o nella terza forma oppure morirà se è già arrivata alla sua forma finale.

## Altre apparizioni
- Selphie è apparsa anche nel videogioco Kingdom Hearts, sempre della Square. Qui viene presentata in una versione ringiovanita (insieme a Tidus e Wakka di Final Fantasy X) come amica di Sora, Riku e Kairi. Compare brevemente anche nel seguito, Kingdom Hearts II.